# Кочина крайина

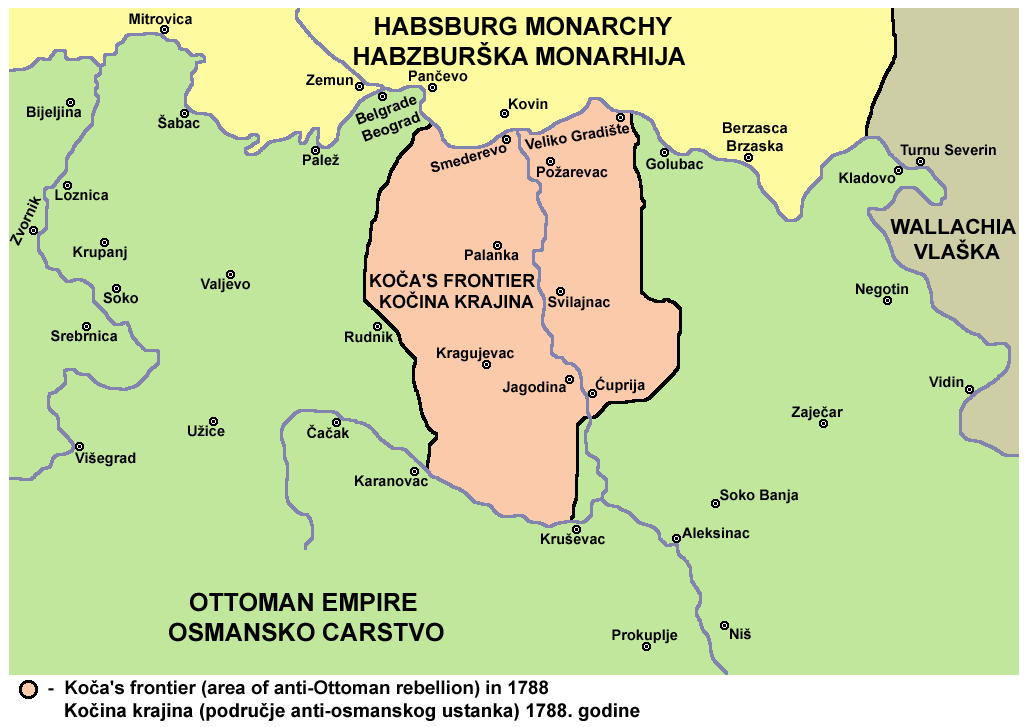

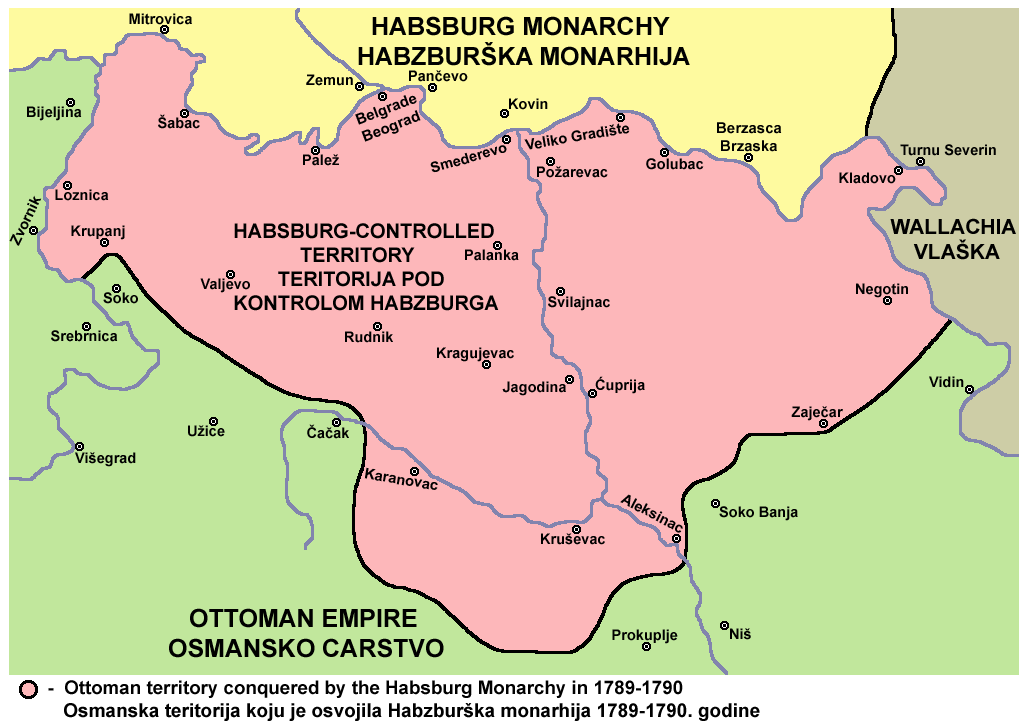

Кочина крайина, Кочина земля, Кочина страна (серб. Кочина крајина) — вооружённое антитурецкое движение сербов на территории Белградского пашалыка (Центральная Сербия) в конце XVIII столетия.

## История
В 1781 году между австрийским императором Иосифом II и российской императрицей Екатериной Великой было заключено тайное союзническое соглашение о взаимопомощи в случае войны с Османской империей. В 1787 году Турция объявила России войну. Соответственно на стороне России выступила австрийская армия, командование которой сформировало ещё до начала военных действий из сербов два добровольческих корпуса, участвовавших впоследствии в боях с турками. Австрийская военная разведка также вела на территории Белградского пашалыка активную агентурную работу. С началом австро-турецкой войны 1787—1791 годов в тылу же у османов вспыхнуло сербское восстание, участники которого рассчитывали при помощи австрийцев свергнуть турецкое владычество, вызывавшее у местного населения открытую ненависть (в особенности в связи с насилиями и бесчинствами янычар). Основной боевой единицей восставших был повстанческий отряд под руководством капитана Кочи Анджелковича (отсюда и название «войны»), насчитывавший до 3 тысяч бойцов.
После объявления Австрией войны Османской империи в 1787 году на территории Белградского пашалыка развернулись партизанские действия, облегчавшие операции австрийской армии. В феврале 1788 года сербы овладели такими городами, как Пожаревац, Крагуевац, Паланка, Баточина, Багрдан. В марте-апреле войска Анджелковича разбил высланные против него три турецких отряда. В то же время попытка овладения Белградом оказалась неудачной. Так как австрийцы затягивали ведение активных боевых действий, восставшие сербы начали испытытывать недостаток в продовольствии, оружии и боеприпасах. Плохо оснащённые отряды сербов с трудом противостояли превосходившим их численностью турецким войскам под руководством Хасан-паши. Восстание постепенно утратило свою активность, и к октябрю 1788 года оно было подавлено, в этих событиях пострадали мирные жители (были уничтожены некоторые поселения, такие как Монастырь Туман). Коча Анджелкович с 30 своими соратниками был в сентябре 1788 года в Банате взят турками в плен; все они затем были казнены (посажены на кол). 
В 1789 году австрийцы овладели Белградом и удерживали под своей властью весь пашалык до 1791 года, однако затем по условиям Систовского мира вернули его Турции. Надежды сербов свергнуть при помощи Австрийской империи турецкое иго оказались иллюзорными. 
В то же время уроки «Кочиной крайины» не были безрезультатными и способствовали успеху Первого сербского восстания в 1804 году. Как заметил великий сербский писатель, отец современного сербского языка Вук Караджич: С Кочиной крайины и сербы умели воевать («Од Кочине крајине и Срби ратовати умеју»).

## Дополнения
- В чети капитана Кочи (на сербском языке)